# Flint (Regno Unito)

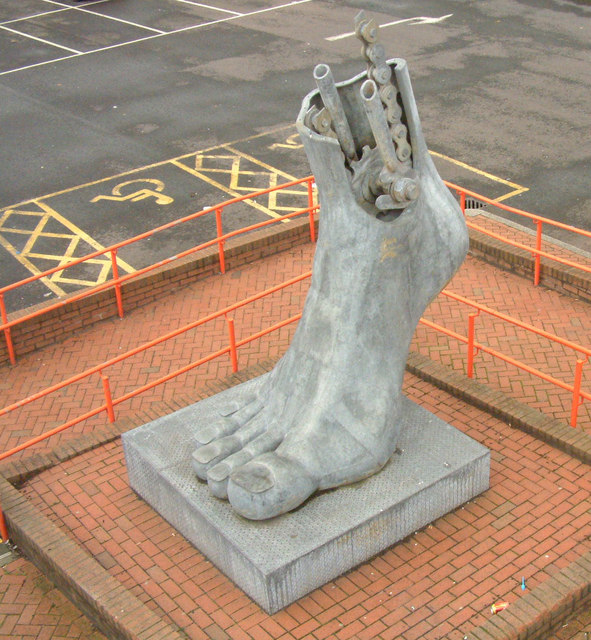
Curiosa scultura nella stazione di Flint

Flint (in gallese: Y Fflint; 4,275 km², 15.000 ab. circa) è una cittadina e community del Galles nord-orientale, facente parte della contea del Flintshire (contea cerimoniale: Clwyd) e situata lungo l'estuario sulla baia di Liverpool del fiume Dee, al "confine" con l'Inghilterra. È la terza città per grandezza della contea.

## Geografia fisica
Flint si trova tra Prestatyn e Mold (rispettivamente a sud/sud-est della prima e a nord/nord-ovest della seconda), a circa 35 km a nord/nord-ovest di Wrexham e a circa 20 km ad ovest/nord-ovest di Chester (Inghilterra).

## Origini del nome
Il toponimo Flint, di origine incerta, deriva forse da un termine antico inglese o antico francese che significa "roccia dura" e faceva riferimento al castello locale.

## Monumenti e luoghi d'interesse

### Architetture religiose

#### Chiesa di Santa Maria
Altro edificio di Flint è la chiesa cattolica di Santa Maria, costruita tra il 1846 e il 1848 al posto di una chiesa originaria del XII secolo.

### Architetture militari

#### Castello di Flint
A Flint si trovano le rovine di un castello, costruito a partire dal 1277 per volere di Edoardo I d'Inghilterra e su progetto dell'architetto James of Saint George. Si tratta di una delle prime fortezze fatte costruire in Galles dal sovrano inglese.
Fu in questo edificio che, nel 1399, Riccardo II d'Inghilterra fu spodestato da Henry Bolingbroke (episodio ricordato anche nel Riccardo II di William Shakespeare).
|  |

## Società

### Evoluzione demografica
Al censimento del 2011, Flint contava una popolazione pari a 14.907 abitanti. Nel 2001, contava invece 14.655 abitanti.